# Maria Marinela Mazilu
Maria Marinela Mazilu, née le 12 avril 1991 à Râmnicu Vâlcea, est une skeletoneuse roumaine. Elle fait partie de l'équipe olympique roumaine pour l'épreuve de skeleton lors des jeux olympiques d'hiver de 2018.